# La Femme sans passé
La Femme sans passé est un roman de Serge Groussard publié en 1950 aux éditions Gallimard et ayant reçu la même année le prix Femina.

## Résumé
La femme sans passé décrit un voyage de 5 jours de Montargis à Paris sur une péniche "La Berceuse". Elle impose son rythme lent au roman. Ses deux marins, le capitaine Mallard et son matelot Jean-Jean vont accueillir à bord une femme, Mado Lemoine, qui cache un lourd secret. Elle et Mallard tombent amoureux mais le passé les rattrape.
Le livre est adapté la même année au cinéma sous le titre La Passante.

## Éditions
- Éditions Gallimard, 1950.